# نسيج طلائي مكعبي بسيط
الظهارة المكعبة البسيطة هي نوع من الظهارة التي تتكون من طبقة واحدة من الخلايا المكعبة (تشبه المكعب). تحتوي هذه الخلايا المكعبة على نوى كبيرة وكروية ومركزية.
تم العثور على ظهارة مكعبة بسيطة على سطح المبيض، وبطانة النيفرون، وجدران الأنابيب الكلوية، وأجزاء من العين والغدة الدرقية، جنبا إلى جنب مع الغدد اللعابية.
على هذه الأسطح، تقوم الخلايا بالإفراز والامتصاص.

## موقع
توجد الخلايا الظاهرية (الطلائية) المكعبة البسيطة أيضًا في الأنابيب الكلوية والقنوات الغدية والمبايض والغدة الدرقية. توجد الخلايا المكعبة البسيطة في صفوف مفردة مع نواتها الكروية في وسط الخلايا وترتبط مباشرة بالسطح القاعدي. توجد أيضًا خلايا مكعبة مهدبة بسيطة في القصيبات التنفسية.

## المهام

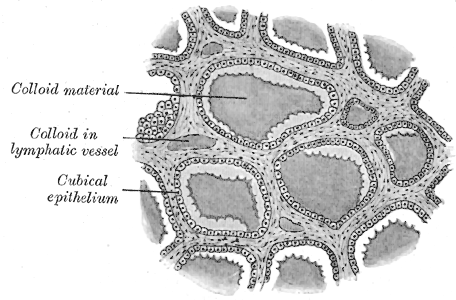
قسم من الغدة الدرقية للأغنام، مع ظهارة مكعبة بسيطة (مرقمة) تحيط بصيلات الغدة الدرقية.

توفر هذه الخلايا الحماية وقد تكون نشطة (ضخ المواد داخل تجويف الأنبوب أو خارجه) أو سلبية، اعتمادًا على الموقع والتخصص الخلوي.
عادة ما تتمايز الظهارة المكعبة البسيطة لتشكيل الأجزاء الإفرازية والقناة للغدد. كما أنها تشكل الظهارة الجرثومية، التي تغطي المبيض (ولكنها لا تساهم في إنتاج البويضات) والجدران الداخلية للنبيبات المنوية في الخصيتين الذكورية. توفر هذه الخلايا بعض الحماية وتعمل في الامتصاص والإفراز.